# スクリーン・スナップショット
『スクリーン・スナップショット』(Screen Snapshots)は、1919年から1958年までアメリカ合衆国で製作・公開された短編ドキュメンタリー映画のシリーズである。ハリウッドで開かれた様々なイベントやパーティーにおけるスターたちの様子を特集した9～10分の映画で、ニュース映画のように映画館で本編映画と共に上映された。
当初はスクリーン・スナップショット社(Screen Snapshots Inc.)が製作し、配給は、1919年から1924年にかけてはパテ・エクスチェンジ社が、1925年から1929年にかけてはCBCフィルム・セールス社が行った。1930年から1958年までは、ハリー・コーンのコロンビア ピクチャーズが製作と配給を行った。

## 歴史

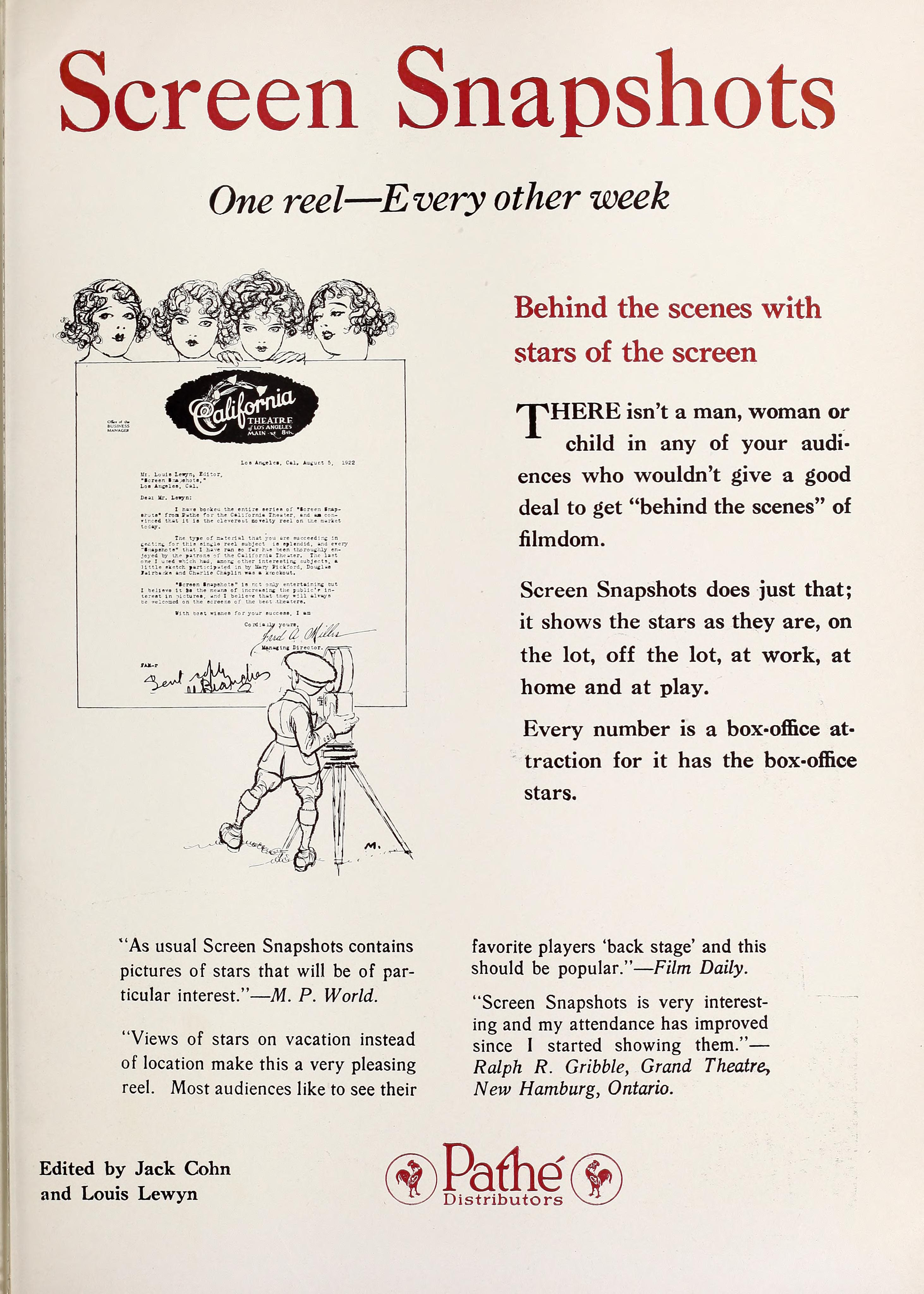
映画館向けの広告（1922年）

1919年、ハリー・コーンの兄のジャック・コーンが、ハリウッドの現実を写した一巻の短い映画の製作を思いついた 。コーン兄弟はホール・ルーム・ボーイズ・フォトプレイズ(Hall Room Boys Photoplays)社を設立し、ハリーがロサンゼルスで製作を、ジャックがニューヨークで配給を担当した。ハリーは、この会社における製作は全て自分が担当するものと思っていたが、ジャックはルイス・ルーインを共同制作に迎えた。
1930年ごろから、この映画の脚本・製作・監督・ナレーションはハリエット・パーソンズがほとんどを行うようになった。パーソンズが去った後は、ラルフ・ストウブが製作を引き継ぎ、ナレーションはアート・ベイカーが務めた。
この映画は、アカデミー短編映画賞（短編一巻部門）に以下の3回ノミネートされている。
- 1944年 第23シーズン第1回『ハリウッド・イン・ユニフォーム（英語版）』
- 1945年 映画50周年記念
- 1946年 第25シーズン第1回『25周年記念』